# Фидел Кастро
Фидел Алехандро Кастро Руз (шп. Fidel Alejandro Castro Ruz ( audio); Биран, 13. август 1926 — Хавана, 25. новембар 2016) био је кубански револуционар, бивши генерални секретар Комунистичке партије Кубе и бивши председник и премијер Кубе.

## Биографија
Фидел Кастро рођен је 13. августа 1926. у месту Мајари на породичној плантажи шећерне трске у близини места Биран у тадашњој покрајини Оријенте, данашњој покрајини Олгин. Кастров отац, родом из места Ланкара у Галицији (Шпанија), био је власник плантаже од 230 хектара на којој је као младић радио и Фидел. У младости је Фидел похађао две језуитске школе—Ласале и Долорес, обе у Сантијагу. Године 1942. уписао се у језуитску школу Белен у Хавани и успешно ју је завршио 1945. године. Фидел Кастро је 1950. године докторирао право на Универзитету у Хавани. Након завршеног факултета Кастро је планирао да се кандидује за место заступника у кубанском парламенту на изборима заказаним за 1952. годину, али је генерал Фулгенсио Батиста у државном удару збацио владу и председника Карлоса Прио Сокараса и отказао изборе. Кастро је стога против Батисте уложио тужбу суду због кршења устава, али је суд тужбу одбацио.

### Писмо Френклину Рузвелту
Као четрнаестогодишњак (иако је у писму навео да има 12) је 6. новембра 1940. написао писмо Френклину Д. Рузвелту, у то време новоизабраном председнику САД. У писму је Рузвелту честитао победу на председничким изборима 1940, и затражио је од њега 10 долара, јер никада раније није видео ту новчаницу. Писмо је било следећег садржаја:
| „ | Santiago de Cuba Nov 6 1940. Mr. Franklin Roosevelt, President of the United States. My good friend Roosevelt I don't know very English, but I know as much as write to you. I like to hear the radio, and I am very happy, because I heard in it, that you will be President for a new (período) I am twelve years old. I am a boy but I think very much but I do not think that I am writting to the President of the United States. If you like, give me a ten dollar bill green american and I would like to have one of them. My address is: Sr. Fidel Castro Colegio de Dolores Santiago de Cuba Oriente, Cuba. I don't know very English but I know very much Spanish and I suppose you don't know very Spanish but you known very English because you are American but I am not American. Thank you very much Good by. Your friend, (signature) Fidel Castro If you want iron to make your sheaps ships I will show to you the biggest (minas) of iron of the land. They are in Mayarí, Oriente Cuba. | ” |

Превод:
| „ | Сантијаго де Куба, 6. новембар 1940. Господин Френклин Рузвелт, председник Сједињених држава. Мој добри пријатељу Рузвелт. Не знам пуно да говорим енглески, али знам довољно да бих Вам писао. Волим да слушам радио, и веома сам срећан, јер сам на њему чуо да ћете бити председник у новом мандату. Имам дванаест година. Ја сам дечак који пуно размишља, али не мислим да пишем председнику САД. Ако бисте желели, пошаљите ми зелену америчку новчаницу од 10 долара, јер бих волео да је имам. Моја адреса је: Sr. Fidel Castro, Colegio de Dolores, Santiago de Cuba, Oriente, Cuba. Не знам пуно енглеског, али веома добро знам шпански, и претпостављам да Ви не знате пуно шпанског, али да веома добро познајете енглески, пошто сте Американац, али ја нисам Американац. Хвала Вам пуно, довиђења. Ваш пријатељ (потпис) Фидел Кастро. Ако желите гвожђе како бисте направили Ваше бродове, показаћу Вам највеће руднике гвожђа у држави. Они су у Мајарију, у Источној Куби. | ” |

## Почетак револуције
Због уведене диктатуре, Кастро је са групом истомишљеника 26. јула 1953. године повео револуционарни покрет. Први потез је био напад на касарну "Монкада", у Сантијаго де Куби, са око 300 људи. Међутим тај напад је био неуспешан, већина његових другова је побијена, а Кастро је са још неколицином њих затворен. У затвору је остао све до 1955. године. У то доба његове политичке идеје биле су: национализам, антиимперијализам и реформација. Његове идеје тада још нису били повезане са комунизмом. Након пуштања из затвора Кастро је отпутовао прво у САД, а потом у Мексико где је организовао револуционарни покрет назван "26. јул" заједно са својим истомишљеницима међу којима је био и Че Гевара.
Његова борба против диктатора Батисте је завршена уласком трупа побуњеника у Хавану 8. јануара 1959. године.
Фидел Кастро је доласком на власт био веома непријатељски расположен према Сједињеним Америчким Државама, које су се пријатељски односиле према Батисти и често се мешале у унутрашње послове Кубе док је он био на власти. Након што је Кастрова влада национализовала рафинерије нафте, шећеране и погоне за производњу електричне енергије 1960. године Сједињење Америчке Државе су престале да купују кубански шећер и увеле економски ембарго према Куби. 1961. године САД су покушале уз помоћ кубанских избеглица да збаце Кастра с власти у инвазији на Залив свиња, али без успеха.

## Приближавање Совјетском Савезу и кубанска ракетна криза
Можда и као последица те инвазије следила је Кастрова изјава у децембру 1961. године: „Ја сам марксиста-лењиниста и остаћу то до своје смрти“. Раних 1960-их Кастро је отворено пригрлио комунизам и успоставио блиске везе са Совјетским Савезом примајући све већу совјетску војну и економску помоћ. У доба 1960-их и 1970-их Кастрова влада је учинила значајна побољшања у кубанском образовном систему и организацији здравствене заштите тиме приказујући кубанску револуцију као пример другим народима. Међутим, америчко-кубански односи су наставили да се погоршавају, нарочито током Кубанске ракетне кризе 1962, када су Американци открили да је Совјетски Савез на Куби поставио своје балистичке пројектиле далеког домета и тиме практично имао Сједињене Државе „на длану“. Председник Џон Кенеди је тада увео поморску блокаду Кубе како би присилио совјетског лидера Никиту Хрушчова на повлачење совјетских пројектила с Кубе. Кастро је такође активно помагао револуционарне покрете у Латинској Америци, а у 1970-их и 1980-их и у Африци (Ангола, Етиопија). Године 1979. изабран је за вођу Покрета несврстаних, позицију која му је дала међународни углед. Након што је касних 1980-их СССР почео да спроводи низ социјалних и економских реформи Кастро је оштро критиковао такве експерименте с капитализмом и тврдио како на Куби нема потребе за сличним реформама.

### Распад Совјетског Савеза и његове последице по Кубу
Распад Совјетског Савеза 1991. године прекинуо је доток помоћ Куби изазивајући тиме још веће пропадање посрнуле кубанске економије. Кастро је на такав развој догађаја одговорио 1993. године када је допустио ограничени низ економских реформи и делимичну легализацију приватног предузетништва. Кастро је у децембру 1995. посетио Кину и изразио своје дивљење домаћинима у њиховом успешном комбиновању ограничених економских реформи и социјалистичке привреде. По повратку на Кубу Кастро је ипак критиковао експерименте с приватним предузетништвом који су се указивали на Куби. Тврдио је како је једини начин да се постигне економски раст очување једнопартијске државе, ограничавање приватног предузетништва и брзо утишавање политичких противника. У фебруару 1996. кубански ратни авиони су оборили два цивилна авиона за која су кубанске власти тврдиле да су нарушиле кубански ваздушни простор. Ови авиони су припадали организацији кубанских избеглица Brothers of the Rescue који су се посветили помагању кубанским избеглицама. Америчка влада одговорила је на овај инцидент даљњим јачањем економског ембарга што је укључивало и кажњавање страних фирми које инвестирају на Куби.
Једном приликом упитан када ће обријати браду и скинути униформу (по томе и с цигаретом у устима постао је препознатљив лик у целом свету) одговорио је: „Када се оконча револуција!“

## Повлачење са функције и последње године
Крајем јула 2006. године, Фидел је привремено пренео власт на брата Раула, због опоравка од операције тешке цревне болести, што је био први пут од револуције да је препустио контролу. У фебруару 2008. је објавио да неће прихватити нови председнички мандат, неколико дана пре него што је парламент требало да гласа за новог лидера Кубе.
Године 2011. је поднео оставку на место генералног секретара Комунистичке партије Кубе, а наследио га је брат Раул.
У марту 2016. је реаговао на посету председника САД Барака Обаме Куби. Критиковао је Обаму јер није признао достигнућа Кубанске револуције.
„Нико не треба да гаји илузије да ће се народ ове достојанствене и несебичне земље одрећи славе, права или духовног богатства које је стекао развојем образовања, науке и културе“, навео је он у писму намењеном америчком председнику.
Месец дана касније, тачније у априлу 2016. године, скоро деведесетогодишњи Фидел Кастро је саопштио Комунистичкој партији Кубе да ће ускоро умрети и замолио је чланове да наставе да раде на испуњавању његове комунистичке визије за Кубу.

## Породични живот
Године 1948. оженио се Миртом Диаз-Балар, али је брак завршен разводом 1954. године.
Кастров син Фидел Кастро Диаз-Балар, који је потекао из тог брака, рођен је 1949. године. Доласком оца на власт најмлађи Кастро вршиће дужност шефа кубанске комисије за атомску енергију. Међутим, Кастро се још женио. До своје смрти, Фидел Кастро је био у браку са Далиом Сото Дел Валеом, с којом се венчао 1980. године и с њом је имао пет синова чија имена редом почињу на слово А.

## Смрт
Фидел Кастро преминуо је 25. новембра 2016, у 91. години. Његова урна је положена на гробљу у граду Сантијаго де Куба, где је почела кубанска револуција.